# Danielle Harris

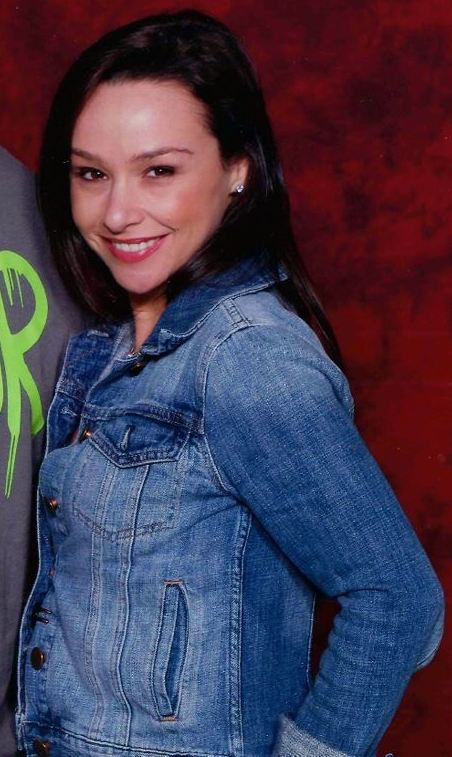
Danielle Harris (2014)

Danielle Andrea Harris (* 1. Juni 1977 in Plainview, New York) ist eine US-amerikanische Schauspielerin.

## Leben
Danielle Harris kam 1977 in Plainview, einer US-amerikanischen Kleinstadt und Vorort Long Islands im US-Bundesstaat New York als Tochter einer alleinerziehenden Mutter zur Welt. Über ihren leiblichen Vater ist derzeit nichts bekannt. Sie hat eine jüngere Schwester namens Ashley. Harris wuchs im jüdischen Glauben auf und blieb ihm bis heute treu.
Im Alter von zwei Jahren zog sie mit ihrer Familie nach Port Orange in Florida. Dort besuchte sie die Spruce Creek Elementary School, in der sie alsbald einen Schönheitswettbewerb gewann, der ihr einen kurzzeitigen Ausflug nach New York City bescheren sollte. Während ihres zehntägigen Aufenthaltes dort wurden Harris zahlreiche Model-Aufträge angeboten, die sie allerdings aufgrund der bescheidenen Lebenssituation allesamt ablehnen musste, zumal sie ihre damalige Wohnsituation fernab von New York bei der Annahme jener Job-Angebote zusätzlich beeinträchtigte.
Harris’ Mutter ihrerseits sah hierin eine willkommene Alternative, ihrer Tochter einen raschen beruflichen Aufstieg und eine solide Basis für ihr zukünftiges Leben zu ermöglichen und kehrte bei dieser Gelegenheit mit ihrer Familie nach New York zurück. Da Harris nun damit begann, als Model zu arbeiten, kam es nicht lange danach zur ersten größeren Präsenz im Fernsehen. Danielle Harris war während ihrer Kindheit zunächst in kleineren Nebenrollen in Fernsehserien und Filmen zu sehen, wie unter anderen 1987 in der Seifenoper Liebe, Lüge, Leidenschaft.
1988 erhielt Harris eine erste Hauptrolle im Horrorfilm Halloween IV – Michael Myers kehrt zurück. Die Rolle der Jamie Lloyd verkörperte sie ebenfalls ein Jahr später in der Fortsetzung Halloween V – Die Rache des Michael Myers. In den 1990er-Jahren spielte sie meist kleinere Rollen in Filmen wie Zum Töten freigegeben, Last Boy Scout – Das Ziel ist Überleben, Daylight und Düstere Legenden. 2007 übernahm Harris dann die Rolle der Annie Brackett in Rob Zombies Neuverfilmung von John Carpenters Halloween – Die Nacht des Grauens.
In Adam Greens Old-School-Slasherfilm Hatchet II und Hatchet III verkörperte Harris die Protagonistin Marybeth. 2011 stand sie für Michael Biehns Thriller-Drama The Victim vor der Kamera und wird 2012 im Grindhouse-Film The Farm (ebenfalls von Biehn) zu sehen sein.
Für die Zeichentrickserie Expedition der Stachelbeeren synchronisierte Harris für 30 Folgen die Figur der Debbie Stachelbeere.
2012 stand Harris für die Werbekampagne The Bloody Best Project, als Carrie mit dem Blut verschmierten Kleid aus der gleichnamigen Verfilmung vor der Kamera.
2013 verlobte sich Harris mit dem Juwelier und Geschäftsmann David Gross. Das Paar heiratete am 4. Januar 2014 während einer privaten Zeremonie in Holualoa, Hawaii.
Während eines Interviews im September 2013 äußerte sich Harris über eine bevorstehende und längerfristige Pause von der Schauspielerei, um sich mehr dem Familienleben widmen zu können und als Produzentin zu versuchen.
Anfang 2017 wurde Danielle Harris-Gross Mutter eines Sohnes. Zwei Jahre später wiederum brachte sie Anfang 2019 ihr zweites Kind zur Welt.

## Filmografie (Auswahl)
- 1987: Liebe, Lüge, Leidenschaft (One Life to Live, Soap, 1 Folge)
- 1987: Spenser (Spenser: For Hire, 1 Folge)
- 1988: Halloween IV – Michael Myers kehrt zurück (Halloween 4: The Return of Michael Myers)
- 1989: Halloween V – Die Rache des Michael Myers (Halloween 5: The Revenge of Michael Myers)
- 1990: Zum Töten freigegeben (Marked for Death)
- 1991: Eerie, Indiana (Folge 7x01)
- 1991: Die Großstadt-Helden (City Slickers)
- 1991: Unser lautes Heim (Growing Pains, Fernsehserie, Folge 7x09)
- 1991: Last Boy Scout – Das Ziel ist Überleben (The Last Boy Scout)
- 1991: Nightmare
- 1991: Fast Food Family (Don’t Tell Mom the Babysitter’s Dead)
- 1992: 1775
- 1992–1993: Roseanne (Fernsehserie, 7 Folgen)
- 1993: The Woman Who Loved Elvis
- 1993: Free Willy – Ruf der Freiheit (Free Willy)
- 1994: Das Leben und Ich (Boy Meets World, Fernsehserie, Folge 2x10)
- 1994: Der Polizeichef (The Commish, Fernsehserie, Folge 3x17)
- 1996: Daylight
- 1996: Im Fadenkreuz der Yakuza (Back to Back)
- 1996: Wenn Wünsche in Erfüllung gehen (Wish Upon a Star)
- 1997: Emergency Room – Die Notaufnahme (ER, Fernsehserie, Folgen 4x02–4x03)
- 1998: Diagnose: Mord (Diagnosis Murder, Fernsehserie, Folge 5x19)
- 1998: Düstere Legenden (Urban Legend)
- 1998: Charmed – Zauberhafte Hexen (Charmed, Fernsehserie, Folge 1x07)
- 1998–2004: Expedition der Stachelbeeren (The Wild Thornberrys, Fernsehserie, 90 Folgen)
- 1999: Logan-Im Hotel des Todes
- 1999: Poor White Trash
- 1999: Märchenprinz verzweifelt gesucht (Goosed)
- 2000–2002: That’s Life (Fernsehserie, 28 Folgen)
- 2001: Killer Bud
- 2002: Abenteuer der Familie Stachelbeere (The Wild Thornberrys Movie)
- 2002: The West Wing – Im Zentrum der Macht (The West Wing, Fernsehserie, Folge 4x01)
- 2003: Die Rugrats auf Achse (Rugrats 3)
- 2004: Debating Robert Lee
- 2005: Race You to the Bottom
- 2005: Cold Case – Kein Opfer ist je vergessen (Cold Case, Fernsehserie, Folge 2x12)
- 2007: Halloween
- 2007: Halloween – Left for Dead (Left for Dead)
- 2008: Prank
- 2009: Halloween II
- 2009: Super Capers
- 2009: Blood Night: Die Legende von Mary Hatchet (Blood Night: The Legend of Mary Hatchet)
- 2009: Godkiller
- 2010: The Black Waters of Echo's Pond
- 2010: Hatchet II
- 2010: Psych (Fernsehserie, Folge 5x02)
- 2010: Der Highway Serienkiller (Cyrus)
- 2011: Vampire Nation (Stake Land)
- 2011: Victim-Traue keinem Fremden (Victim)
- 2011:  ChromeSkull: Laid to Rest 2
- 2011: The Trouble with the Truth
- 2011: Nuclear Family
- 2011: Nice Guys Finish Last (Kurzfilm)
- 2012: Skin Collector (Shiver)
- 2012: Fade Into You (Kurzfilm)
- 2012: Fatal Call
- 2012: The Ghost of Goodnight Lane
- 2013: Bones – Die Knochenjägerin (Bones, Fernsehserie, Folge 8x21)
- 2013: Unter Freunden-Komm, lass uns spielen (Among Friends)
- 2014: Camp Dread
- 2014: Hallow’s Eve
- 2013: Hatchet III
- 2014: See No Evil 2
- 2014: Warte bis es dunkel wird (The Town That Dreaded Sundown, Cameo)
- 2015: Night of the Living Dead: Darkest Dawn
- 2016: Havenhurst
- 2017: Inoperable
- 2017: Hatchet: Victor Crowley (Victor Crowley)
- 2018: Camp Cold Brook
- 2019: Between the Darkness
- 2019: Once Upon a Time... in Hollywood
- 2020: Redwood Massacre – Annihilation
- 2021: Die Conners (The Conners, Fernsehserie, Folge 3x15)
- 2023: Natty Knocks
- 2023: Dark Obsession
- 2023: Dr. Gift
- 2024: Roadkill
- 2024: Project Dorothy
- 2024: Don't Tell Mom the Babysitter's Dead
- 2024: Stream